# Masquerade (serial telewizyjny)
Masquerade (1983–1984) – amerykański serial sensacyjny stworzony przez Glena A. Larsona. Wyprodukowany przez 20th Century Fox Television i Glen A. Larson Productions.

## Emisja
Światowa premiera serialu miała miejsce 15 grudnia 1983 r. na antenie ABC. Na kanale miało zostać wyemitowane 13 odcinków, ale ostatecznie zostało wyemitowanych tylko 12 odcinków. Ostatni, dwunasty odcinek został wyemitowany 27 kwietnia 1984 r. W Polsce serial nadawany był na kanale TV4.

## Obsada
- Rod Taylor jako p. Lavender (wszystkie 13 odcinków)[1]
- Kirstie Alley jako Casey Collins (13)
- Greg Evigan jako Danny Doyle (13)
- Katia Christine jako Fifi (2)
- Lilyan Chauvin jako klientka domu towarowego (2)
- Morgan Brittany jako Buffy Huntington (1)
- Oliver Reed jako Peter Sergov (1)
- Eugene Roche jako Phil Banacek (1)
- René Enríquez jako Raul Cienfuegos (1)
- Susan George jako Megan (1)
- Martin Milner jako Charlie Miller (1)
- Joe Santos jako Raul Salazar (1)

## Spis odcinków
| N/o            | Tytuł angielski       |
| -------------- | --------------------- |
|                |                       |
| SERIA PIERWSZA |                       |
|                |                       |
| 01             | Pilot                 |
|                |                       |
| 02             | Diamonds              |
|                |                       |
| 03             | Girls for Sale        |
|                |                       |
| 04             | The Defector          |
|                |                       |
| 05             | Caribbean Holiday     |
|                |                       |
| 06             | Five Days             |
|                |                       |
| 07             | Oil                   |
|                |                       |
| 08             | The French Connection |
|                |                       |
| 09             | Winnings              |
|                |                       |
| 10             | The Sleeper           |
|                |                       |
| 11             | Spanish Gambit        |
|                |                       |
| 12             | Spying Down to Rio    |
|                |                       |
| 13             | Flashpoint            |
|                |                       |